# Сакра (район)
Са́кра (індонез. Sakra) — один з 20 районів округу Східний Ломбок провінції Західна Південно-Східна Нуса у складі Індонезії. Розташований у центральній частині. Адміністративний центр — селище Сакра.
Населення — 53688 осіб (2012; 53340 в 2011, 52731 в 2010, 52597 в 2009, 51899 в 2008).

## Адміністративний поділ
До складу району входять 4 селища та 3 села:
| Населений пунт        | Населення, осіб (2010) |
| --------------------- | ---------------------- |
| Кабар, селище         | 5903                   |
| Кеселет, селище       | 5552                   |
| Румбук, село          | 8041                   |
| Румбук-Тімур, село    | 4518                   |
| Сакра, селище         | 14183                  |
| Сакра-Селатан, селище | 6479                   |
| Суангі, село          | 8055                   |